# Uromenus dyrrhachiacus
Uromenus dyrrhachiacus är en insektsart som beskrevs av Heinrich Hugo Karny 1918. Uromenus dyrrhachiacus ingår i släktet Uromenus och familjen vårtbitare. Inga underarter finns listade i Catalogue of Life.